# Marie Vieux Chauvet
 Marie Vieux-Chauvet (16 tháng 9 năm 1916 - 19 tháng 6 năm 1973) là một tiểu thuyết gia, nhà thơ và nhà viết kịch người Haiti. Sinh ra và học tập tại Port-au-Prince, bà nổi tiếng nhất với các tác phẩm cho tiểu thuyết Fille d'Haïti (1954), La Danse sur le Volcan (1957), Fonds des Nègres (1961), và Amour, Colère, Folie (1969). Bà cũng được xuất bản dưới tên thời con gái của mình, Marie Vieux.

## Tiểu sử gia đình
Marie Vieux-Chauvet sinh ra ở Port-au-Prince, Haiti, vào ngày 16 tháng 9 năm 1916, là con của Constant Vieux, một chính trị gia Haiti và vợ ông là Delia Nones, một phụ nữ gốc ở Quần đảo Virgin. Marie hoàn thành việc học tại l'Annexe de l'École Normale d'Institutrices và lấy bằng giáo dục tiểu học năm 1933. Bà kết hôn với Aymon Charlier, một bác sĩ, sau đó ly dị. Sau đó, bà kết hôn với Pierre Chauvet, là một đại lý du lịch.

## Tác phẩm
Các tác phẩm của Vieux-Chauvet tập trung vào giai cấp, chủng tộc, phụ nữ, cấu trúc gia đình và sự biến động của xã hội chính trị, kinh tế và xã hội Haiti trong thời kỳ Hoa Kỳ chiếm đóng Haiti và chế độ độc tài của François Duvalier. Mặc dù bà sống dưới sự giám sát nặng nề trong thời kỳ độc tài của Duvalier, Vieux-Chauvet vẫn kiên trì làm nhà văn, tổ chức các cuộc họp của Les Araignées du Soir, là một nhóm các nhà thơ và nhà văn mà bà là nữ tác giả duy nhất.
Vieux-Chauvet đã gửi một bộ ba tiểu thuyết đến Pháp để được xuất bản thành một cuốn sách duy nhất có tựa đề Amour, Colère, Folie (Tình yêu, Sự giận dữ, Sự điên rồ). Bộ ba Amour, Colère, Folie được xuất bản năm 1968 bởi nhà xuất bản uy tín Gallimard ở Paris với sự hỗ trợ của Simone de Beauvoir. Tuyển tập ba tác phẩm được coi là một đòn tấn công vào nhà độc tài Haiti, François Duvalier. Lo sợ quân đội của nhà độc tài Tonton Macoutes, chồng bà đã mua tất cả các bản sao của cuốn sách mà ông có thể tìm thấy ở Haiti, và con gái của Vieux-Chauvet đã mua các bản sao còn lại từ Gallimard vài năm sau đó.
Bà chuyển đến thành phố New York, nơi bà làm quản gia và bà đã tái hôn. Bà qua đời vì bệnh ung thư não ở Hoa Kỳ vào ngày 19 tháng 6 năm 1973.
Các trích đoạn từ tác phẩm của bà xuất hiện trong tuyển tập Her True-True Name  và Daughters of Africa. Bản dịch tiếng Anh của Amour, Colère, Folie (Tình yêu, sự giận dữ, sự điên rồ) của Rose-Myriam Réjouis và Val Vinokur đã được xuất bản năm 2009 với lời giới thiệu của nhà văn người Mỹ gốc Haiti Edwige Danticat.

## Giải thưởng văn học
- 1954 Prix de l'Alliance Française cho Fille d'Haïti [3]
- 1960 Prix France-Antilles cho Fonds des Nègres [3]
- 1986 Prix Deschamp (truy tặng), cho Amour, Colère et Folie [3]